# Eupithecia ratoncilla
Eupithecia ratoncilla är en fjärilsart som beskrevs av Paul Dognin 1899. Eupithecia ratoncilla ingår i släktet Eupithecia och familjen mätare. Inga underarter finns listade i Catalogue of Life.